# Folkearth
Folkearth — международный музыкальный проект, созданный в 2003 году музыкантами, играющими фолк- и викинг-метал. На данный момент выпущено в общей сложности двенадцать полноформатных альбомов, последний из которых - Balder's Lament (2014).

## Характеристики
Название
Составное название (Folk с англ. — «народ» + earth с англ. — «земля») символизирует музыкантов со всего мира, играющих народную музыку.
Стиль
Из-за структуры Folkearth запись также отличается от записи большинства групп. Каждая песня начинается с выступления человека или группы, участвующих в Folkearth, а затем другие участники добавляют к ней свои нотки. Иногда работа над одной песней строится на одном риффе или мелодии; в других случаях какой-то артист пишет песню полностью самостоятельно, а другие музыканты просто оркеструют в ней незначительные детали. Участники группы также работают не все вместе, а скорее небольшими группами, обмениваясь записанным материалом с другими. Музыка Folkearth представляет собой обычный фолк/викинг-метал, хотя она включают в себя разнообразный набор народных инструментов, таких как лютня, никельхарпа, шалмей, саз и многие другие. Степень использования традиционных инструментов и элементов сильно различается в зависимости от песни.
Лирика
Все тексты написаны на английском языке, за исключением «Gryningssång». Основная тема лирики Folkearth - древний мир, верования и мифология, особенно скандинавская мифология. Кельтская мифология и греческая мифология также присутствуют в текстах Folkearth. Песни группы рассказывают истории, и их цель — развлекать, а не нести символическое или личное послание.
Дизайн обложек

## История
История группы началась в феврале 2003 года, когда у некоторых музыкантов зародилась идея создания проекта, который мог бы объединить музыкантов из разных стран, играющих фолк- и пейган-метал. Альбом A Nordic Poem был выпущен в 2004 году. Из-за того, что группа сочла эту пластинку некачественной, они решили сделать ремастеринг и переиздать свой дебютный альбом. 1 августа 2006 года, вскоре после переиздания A Nordic Poem, вышел второй альбом By the Sword of My Father. Многие группы, такие как Van Langen, Thiasos Dionysos, Hildr Valkyrie, Death Army, The Soil Bleeds Black, присоединились к Folkearth в производстве этого альбома, так что общий состав состоял из 31 музыканта из 8 разных стран. Альбом Drakkars in the Mist был выпущен 28 мая 2007 года, с самым большим составом на тот момент. Над четвертым альбомом работали более 30 музыкантов. Однако при символическом исполнении одного трека кто-либо из участников будет указан в буклете как полноправный участник. Участники группы также не зарабатывают на проекте и не продвигают его, вероятно, из-за отсутствия средств.
Из-за сложной структуры музыкального проекта Folkearth не выступали вживую, и маловероятно, что они будут выступать вживую в будущем.
30 июня 2013 года после борьбы с раком скончался основатель и лидер группы Русланас Данишевскис (Metfolvik).

## Участники
| Текущий состав Греция - Marios "Prince Imrahil" Koutsoukos (Dol Amroth, Folkodia) - Hildr Valkyrie (Hildr Valkyrie, Folkodia) Аргентина - Juan Churruarin (Juskko/Zrymgöll, Folkodia) Монако - Saga (Black Knight Symfonia, Folkodia) - Anaïs Chevallier (Black Knight Symfonia, Folkodia) Германия - Nostarion (Dämmerfarben, Dystertid, Throndt, Funeral Procession, Falkenbach, Folkodia) - Dennis Schwachhofer (Vroudenspil, Folkodia) США - Kyle Freese (Anno Domine) Италия - Gianluca Tamburini (Folkodia) Франция - Emily Cooper Россия - Yanina Zelenskaya | Бывшие участники Литва - Metfolvik (Ravenclaw) Греция - Polydeykis (Sacred Blood, Athlos, Zion) - Faethon - Stefanos Koutsoukos (Dol Amroth) - Nikos Nezeritis (Dol Amroth) - Thanasis Karapanos (Winters Dawn) Австрия - Alex "Hugin" Wieser (Uruk-Hai, Hrossharsgrani) Великобритания - Athelstan (Forefather) - Wulfstan (Forefather) - Owain ap Arawn (Annwn) Швейцария - Chrigel Glanzmann (Eluveitie) Швеция - Magnus Wohlfart (Yggdrasil, Nae'blis) - William Ekeberg (Broken Dagger) - Simon Frodeberg - Jeremy Child (Yggdrasil) - Jonas Fröberg (Trymheim) - Kristofer Janiec - Michelle Maas - Niklas Olausson (Broken Dagger) - Daniel Fredriksson (Otyg) - Daniel Pettersson (Pettersson & Fredriksson) Германия - Tobias Andrelang - Achim Eberle - Ralf Gruber - Bernd Intveen (Van Langen) - Sabine Stelzer (Van Langen) - Marcus Van Langen (Van Langen) - André Groschopp (Thiasos Dionysos) - Morten Basse (Thulr) США - Dreogan (Peordh) - Shea Martinsson (Mag Mell) - Billy Knockenhauer (Folkodia) - Mark Riddick (The Soil Bleeds Black) Италия - Becky (Furor Gallico) - Alessandro Caruso (Hysterya) - Francesca Crotti - Igor Saviola - Fabio Drovandi (Furor Gallico) - Axel (Death Army) - Raven - Ulven (Draugen) Бельгия - Roman Samonin (Morituri) - Ralf Goossens (Morituri) Хорватия - Vojan Koceic (Koziak) - Filip Vučković Польша - Shav (USOP) - Yode (USOP) - Raju (USOP) Норвегия - Haavard Tveito (Vetter) Россия - Orey (Pagan Reign) - Vetrodar (Pagan Reign) Испания - Autumn (Hordak) - Winter (Hordak) - Antonio Mansilla (Last Deception) - Jesus Sierra (Last Deception) - Jose Luis Frias - A. Pangin - GG Karman Австралия - Matthew Bell (Troldhaugen, Seventh Sword, Folkodia, Menelvagor, KnightQueste) - Sean "Forneus" Falconer (Forneus, KnightQueste, Troldhaugen, Folkodia) - Simon Batley (KnightQueste, Troldhaugen, Seventh Sword, Folkodia) |

## Дискография
- A Nordic Poem (2004)
- By the Sword of My Father (2006)
- Drakkars in the Mist (2007)
- Father of Victory (2008)
- Songs of Yore (2008)
- Fatherland (2008)
- Rulers of the Sea (2009)
- Viking's Anthem (2010)
- Sons of the North (2011)
- Minstrels by the River (2011)
- Valhalla Ascendant (2012)
- Balder's Lament (2014)